# 1386 Storeria
1386 Storeria eller 1935 PA är en asteroid i huvudbältet, som upptäcktes 28 juli 1935 av den ryske astronomen Grigorij N. Neujmin vid Simeiz-observatoriet på Krim. Den har fått sitt namn efter Dr. N. Wyman Storer.
Asteroiden har en diameter på ungefär 10 kilometer.